# Djégbadji

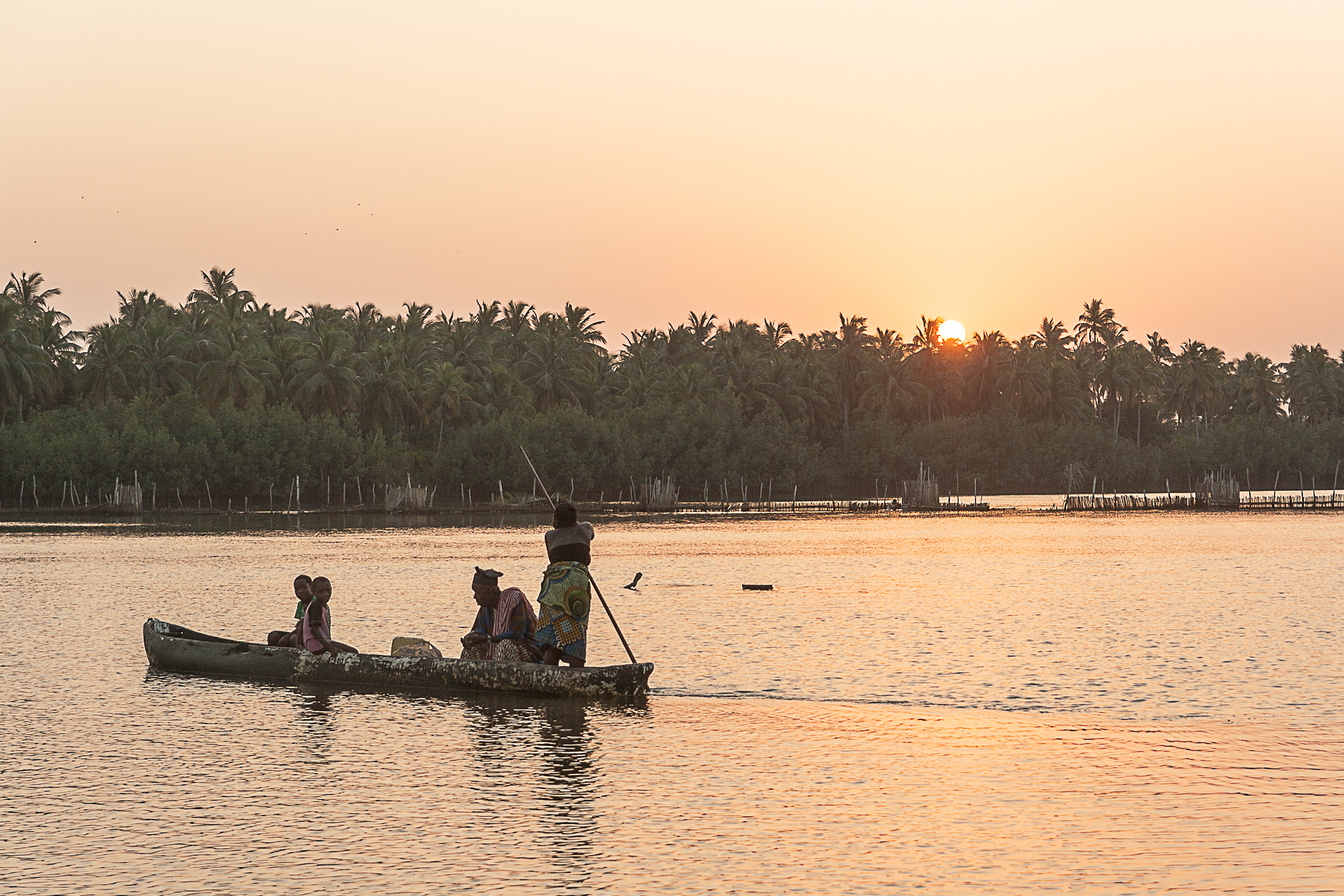
Djégbadji

Djégbadji är ett arrondissement i kommunen Ouidah i Benin. Den hade 4 170 invånare år 2002.